# Politolana polita
Politolana polita là một loài chân đều trong họ Cirolanidae. Loài này được Stimpson miêu tả khoa học năm 1853.